# Enoplognatha mariae
Enoplognatha mariae es una especie de araña araneomorfa del género Enoplognatha, familia Theridiidae. Fue descrita científicamente por Bosmans & Van Keer en 1999.
Habita en Rodas.